# Josefovice (Hrabyně)
Josefovice (německy Josefsburg) je malá vesnice, část obce Hrabyně v okrese Opava v Moravskoslezském kraji. Nachází se asi 1 km na východ od Hrabyně. Prochází zde silnice I/11. V roce 2021 zde bylo evidováno 45 adres. V roce 2001 zde trvale žilo 129 obyvatel.
Josefovice leží v katastrálním území Hrabyně o výměře 10,01 km2.

## Další informace
V obci se nachází výklenková zděná kaple, hasičská zbrojnice a vodní nádrž.

## Galerie

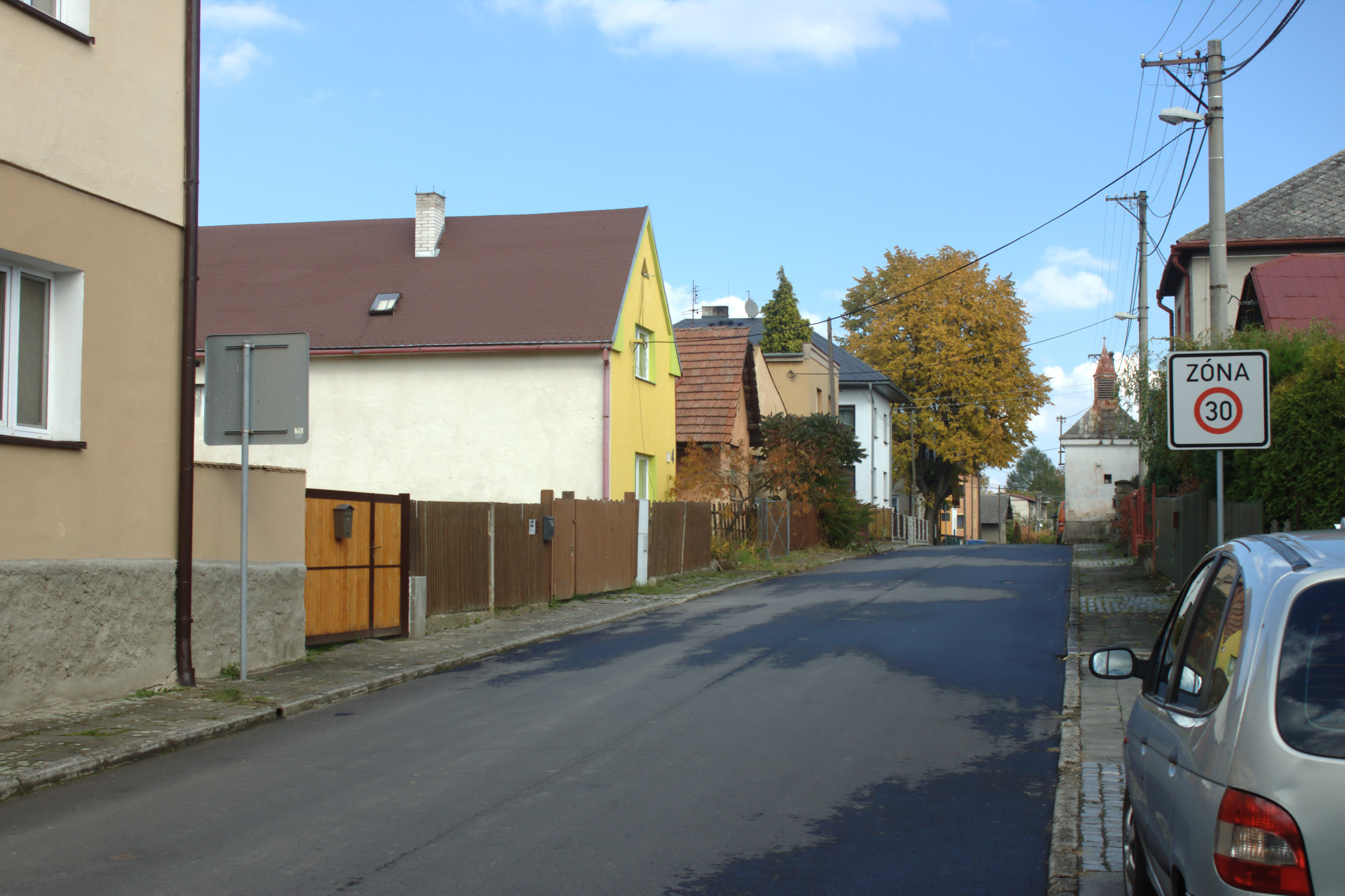
Cesta skrz ves
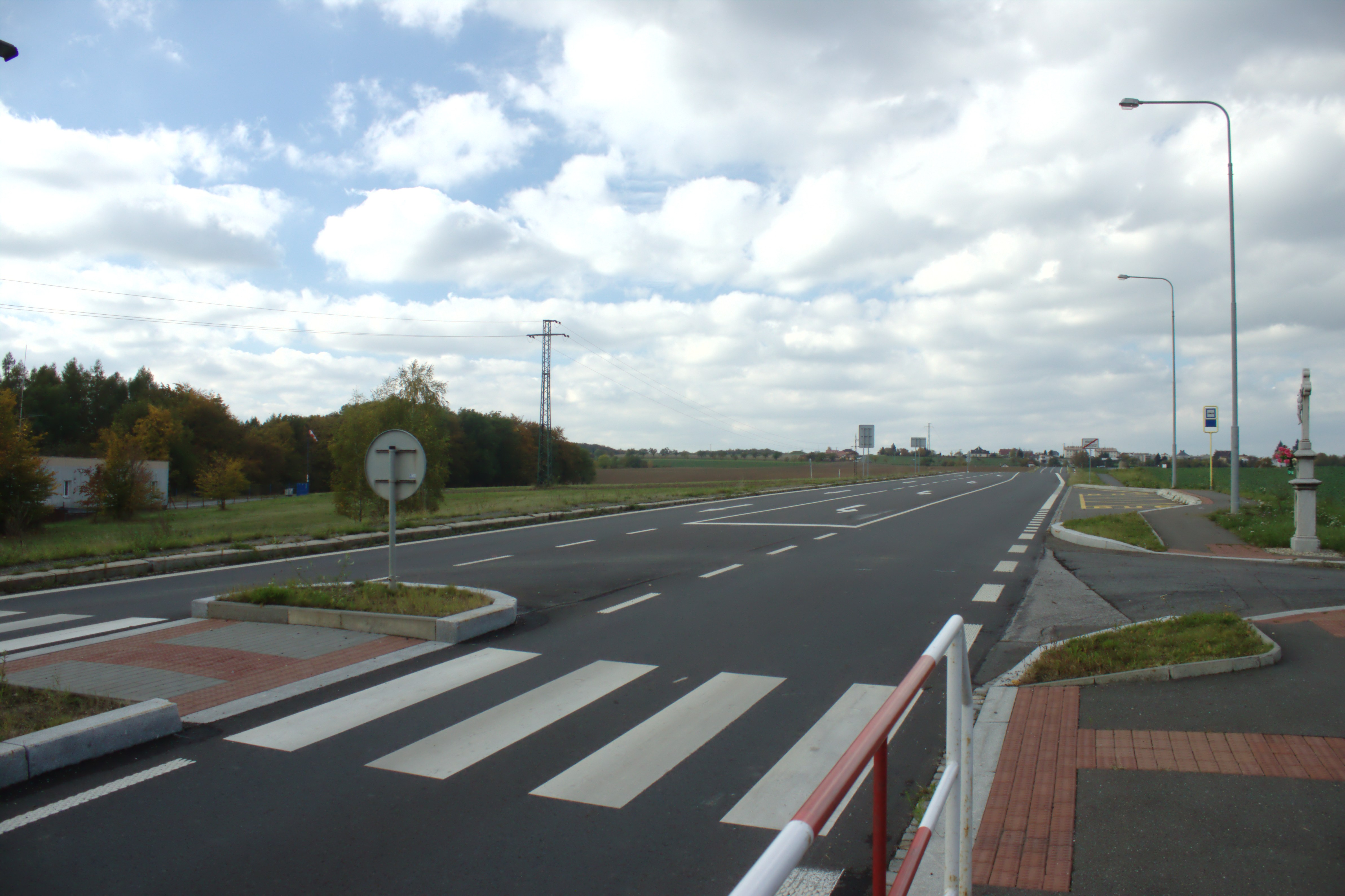
Hlavní silnice
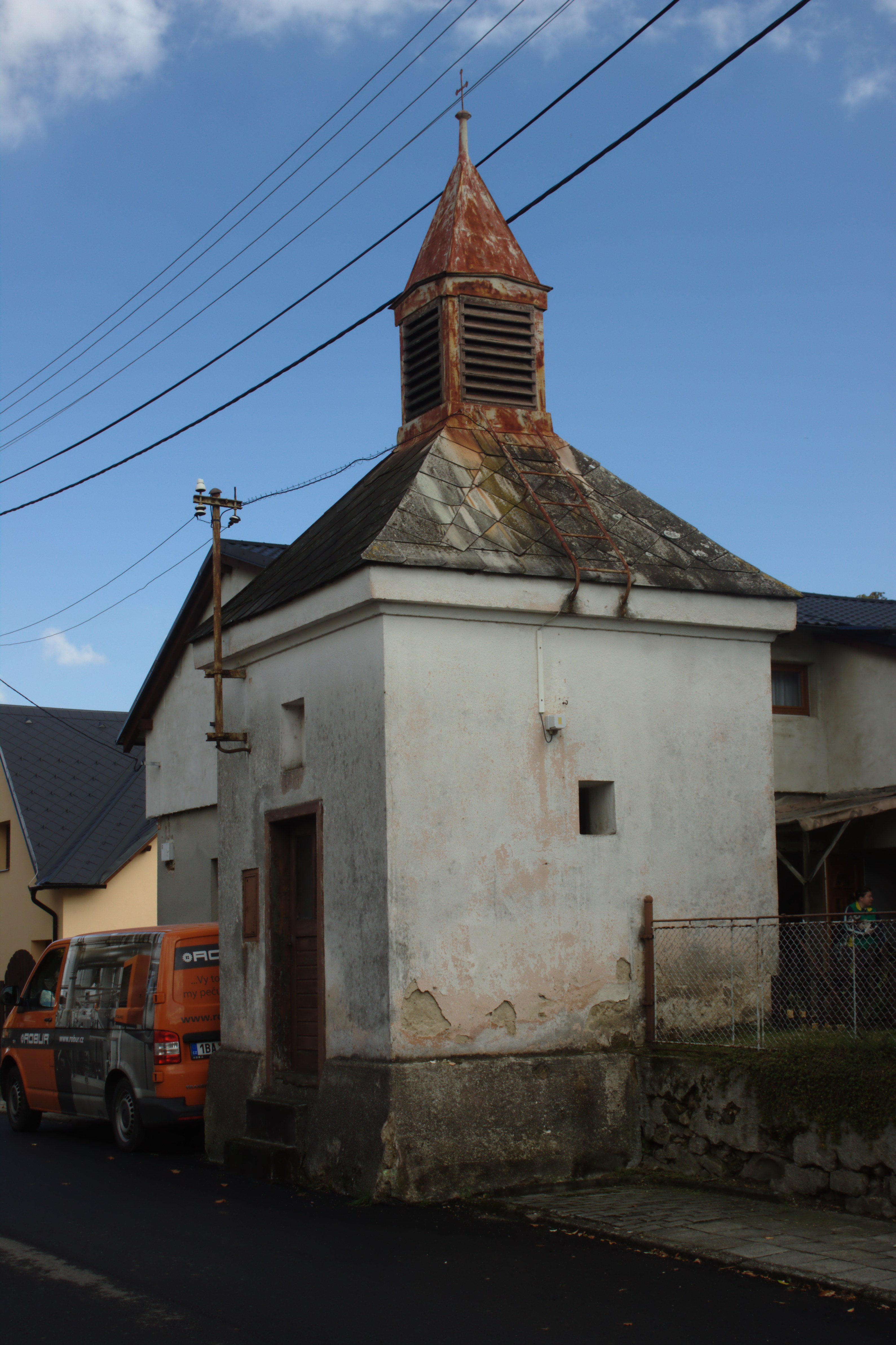
Kaplička